# Terzool
Terzool (officieel, Fries: Tersoal, [tr’so.əl]) is een dorp in de gemeente Súdwest-Fryslân, in de Nederlandse provincie Friesland. Terzool ligt ten noordoosten van Sneek en ten noordwesten van Terhorne, tussen de dorpen Poppingawier en Sijbrandaburen aan de Kerkevaart die naar de Sneeker Oudvaart leidt.
Ten westen van het dorp ligt de buurt Westerein en ten zuiden de buurtschap De Wieren. In 2023 telde het dorp 335 inwoners.

## Geschiedenis
Het dorp is ontstaan op een terp in de streek Lege Geaen, de lage landen, oostelijk van de voormalige Middelzee. Het dorp bestond aanvankelijk uit kleine apart gelegen buurtjes, zoals Zuiderburen. In de loop van de twintigste eeuw werd een deel van de vaart gedempt en groeiden de buurtjes veelal samen en groeide Terzool uit tot een komdorp.
Terzool werd vroeger ook wel Klein Venetië genoemd, omdat het omringd werd door veel water, vaarten en sloten. De plaatsnaam verwijst hier ook naar met zool, van het Middelnederlandse woord sol dat poel betekende. 
In 1335 werd de plaats vermeld als in Zole, in 1401 als Solis, in 1467 als ter soel, in 1510 als zoel en in 1579 als Soel. Sinds 1989 is de officiële naam het Friestalige Tersoal.
Tot de gemeentelijke herindeling in 1984 maakte Terzool deel uit van de voormalige gemeente Rauwerderhem, genoemd naar een van de Friese Hempolders van de oude Middelzee. Rauwerderhem was tevens de naam van de grietenij waartoe Terzool tot behoorde. Tussen 1984 en 2014 maakte Terzool deel uit van de voormalige gemeente Boornsterhem.

## Kerk

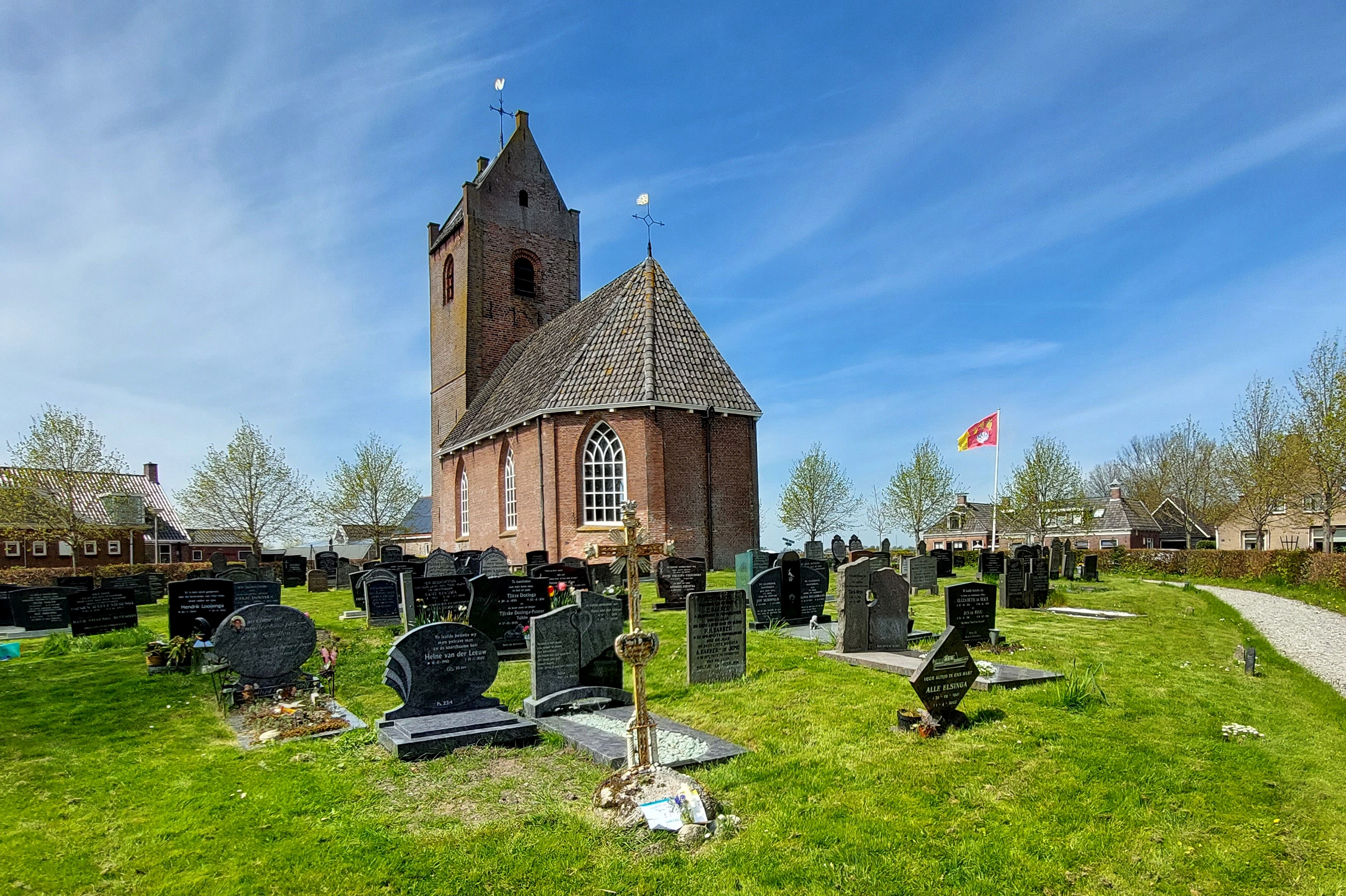
Hervormde kerk

De zaalkerk van de Hervormde kerk van Terzool stamt uit 1838 maar zou nog restanten hebben van de aan Sint Vitus gewijde kerk uit de 15e eeuw. De kerktoren dateert waarschijnlijk uit de 14e eeuw. De kerk en de toren zijn in duidelijk zichtbaar verschillende stijlen en grootte gebouwd waardoor de zaalkerk eruitziet als een kapelkerk die vastgeplakt zit aan de kerktoren. De kerk is het enige rijksmonument van Terzool.

## Sport en recreatie
Aan de Bangavaart ligt een watersportcentrum met een klein haventje. Verder heeft het dorp een ijsclub en een algemeen sportveld.

## Cultuur
Het dorpshuis van Terzool heet de Tuolle. Er is een algemene culturele vereniging en er wordt dorpskrant uitgebracht.

## Onderwijs
Tot 2018 stond er in Terzool een basisschool, De Reinbôge. In 2018 is deze school gefuseerd met de scholen in Sijbrandaburen en Gauw, onder de naam De Legeaën, waarbij de Reinbôge werd gesloten.

## Bevolkingsontwikkeling
| 1999 | 2002 | 2004 | 2005 | 2006 | 2007 | 2008 | 2009 | 2012 | 2018 | 2021 | 2023 |
| ---- | ---- | ---- | ---- | ---- | ---- | ---- | ---- | ---- | ---- | ---- | ---- |
| 313  | 319  | 334  | 339  | 357  | 354  | 358  | 353  | 359  | 355  | 340  | 335  |

## Geboren in Terzool
- Jan Haite Riemersma (1919-2001), politicus

Steden: Bolsward · Hindeloopen · IJlst · Sneek · Stavoren · Workum

Dorpen en gehuchten: Abbega · Allingawier · Arum · Blauwhuis · Bozum · Breezanddijk · Britswerd · Burgwerd · Cornwerd · Dedgum · Deersum · Edens · Exmorra · Ferwoude · Folsgare · Gaast · Gaastmeer · Gauw · Goënga · Greonterp · Hartwerd · Heeg · Hemelum · Hennaard · Hichtum · Hidaard · Hieslum · Hommerts · Idsegahuizum · IJsbrechtum · Indijk · It Heidenskip · Itens · Jutrijp · Kimswerd · Kornwerderzand · Koudum · Kubaard · Loënga · Lollum · Longerhouw · Lutkewierum · Makkum · Molkwerum · Nijhuizum · Nijland · Offingawier · Oosterend · Oosterwierum · Oosthem · Oppenhuizen · Oudega · Parrega · Piaam · Pingjum · Poppingawier · Rauwerd · Rien · Roodhuis · Sandfirden · Scharl · Scharnegoutum · Schettens · Schraard · Sijbrandaburen · Terzool · Tirns · Tjalhuizum · Tjerkwerd · Uitwellingerga · Waaxens · Warns · Westhem · Wieuwerd · Witmarsum · Wolsum · Wommels · Wons · Woudsend · Zurich

Buurtschappen: Abbegaasterketting · Anneburen · Arkum · Atzeburen · Baarderburen · Baburen · Bernsterburen · De Bieren · De Blokken · De Hel · De Grits · De Kat · De Klieuw · De Polle · De Wieren · Dijksterburen · Doniaburen · Draaisterhuizen · Driehuizen · Eemswoude · Engwerd · Engwier · Exmorrazijl · Feyteburen · Flansum · Galamadammen · Gooium · Grauwe Kat · Grote Wiske · Grotewierum · Harkezijl · Hayum · Hemert · Hidaarderzijl · Hoekens · Hornsterburen · Idzega · Idserdaburen · Indijk (Bozum) · Jet · Jonkershuizen · Jousterp · Jouswerd · Kampen · Kleine Gaastmeer · Kleine Wiske · Kleiterp · Kooihuizen · Koufurderrige  · Kromwal · Koudehuizum · Laaxum · Laad en Zaad · Lippenwoude · Lytshuizen · Makkum (Bozum) · Meilahuizen · Montsamaburen · Nijeburen · Nijeklooster · Nijezijl · Oosthem (Witmarsum) · Osingahuizen · Piekezijl · Remswerd · Rijtseterp · Scharneburen · Schrok · Sieswerd · Sjungadijk · Smallebrugge · Sotterum · Speers  · Strand · Swaanwerd · Swarte Beien · Tsjerkebuorren · Vierhuizen · Viersprong · Vijfhuis · Vissersburen  · Het Vliet· Westerlittens · Wolsumerketting · Wonneburen · Ypecolsga

 Voormalige buurtschappen: Aaksens · Angterp · De Band · Barsum · De Bird · Bittens · Bloemkamp · Bootland · Bovenburen · Doniawier · Goëngamieden · Hiddum · Houw · Knossens · De Nes · Ottenburen · Sandfirderrijp · Slijp · Spijk · De Weeren 

Friesland: Steden en dorpen      Nederland: Provincies · Gemeenten